# Think About the Way
«Think About the Way» (en español: Piensa en el camino) es una canción de eurodance del rapero británico Ice MC y la cantante italiana Alexia. Fue lanzada el 18 de marzo de 1994, como el segundo sencillo de su tercer álbum: Ice'n'Green.
La canción tuvo mucho éxito en Europa; alcanzando el top 5 en Bélgica e Italia, y el top 15 en Alemania, Dinamarca, España, Francia, los Países Bajos, Suecia y Suiza.

## Historia
Fue escrita por Ice MC y Roberto Zanetti, producida por este último y tiene cuatro versiones. La voz femenina fue interpretada por Alexia, aunque no fue acreditada.
En el Reino Unido e Irlanda se lanzó bajo el título largo «Think About the Way (Bom Digi Bom...)», que se refiere a las primeras palabras con que inicia.
En 1996 apareció en la película Trainspotting como banda sonora y la canción fue reeditada en el Reino Unido en septiembre de ese año, logrando un mayor éxito que su lanzamiento original y alcanzando el puesto 38 en la UK Singles Chart y el número cinco en la lista de sencillos escoceses.
Posteriormente se hicieron remezclas en 2002, 2007 como «Frisco vs Ice MC» con un videoclip, en 2009 por «Gigi Barocco vs Ice MC» y en 2010 por Act Virtual Vault.

## Crítica
La revista paneuropea Music & Media concluyó: «Era solo cuestión de tiempo, pero el cruce entre eurodance y raggamuffin ahora es un hecho. Visualiza al personaje masculino en Culture Beat como una tostadora jamaicana en lugar de un rapero común». María Jiménez lo declaró: «un éxito casi garantizado», destacando los rapeos de raggamuffin sobre ritmos techno pop.
Brad Beatnik de RM Dance Update de Music Week escribió: «Con un subtítulo y un estribillo de 'bom digi digi bom', mucho piano y sintetizador, crescendos de percusión y una voz estilo raggamuffin, no sorprende que este sea actualmente un gran éxito europeo y tiene todos los ingredientes para ser un éxito aquí también».  James Hamilton dijo: «El imparable éxito europeo cursi de Ian Campbell es un raggamuffin de código, rapeo pegadizo ultra comercial y una quejumbrosa Jasmine (de Alemania) gime a 133 PPM». 

## Videoclip

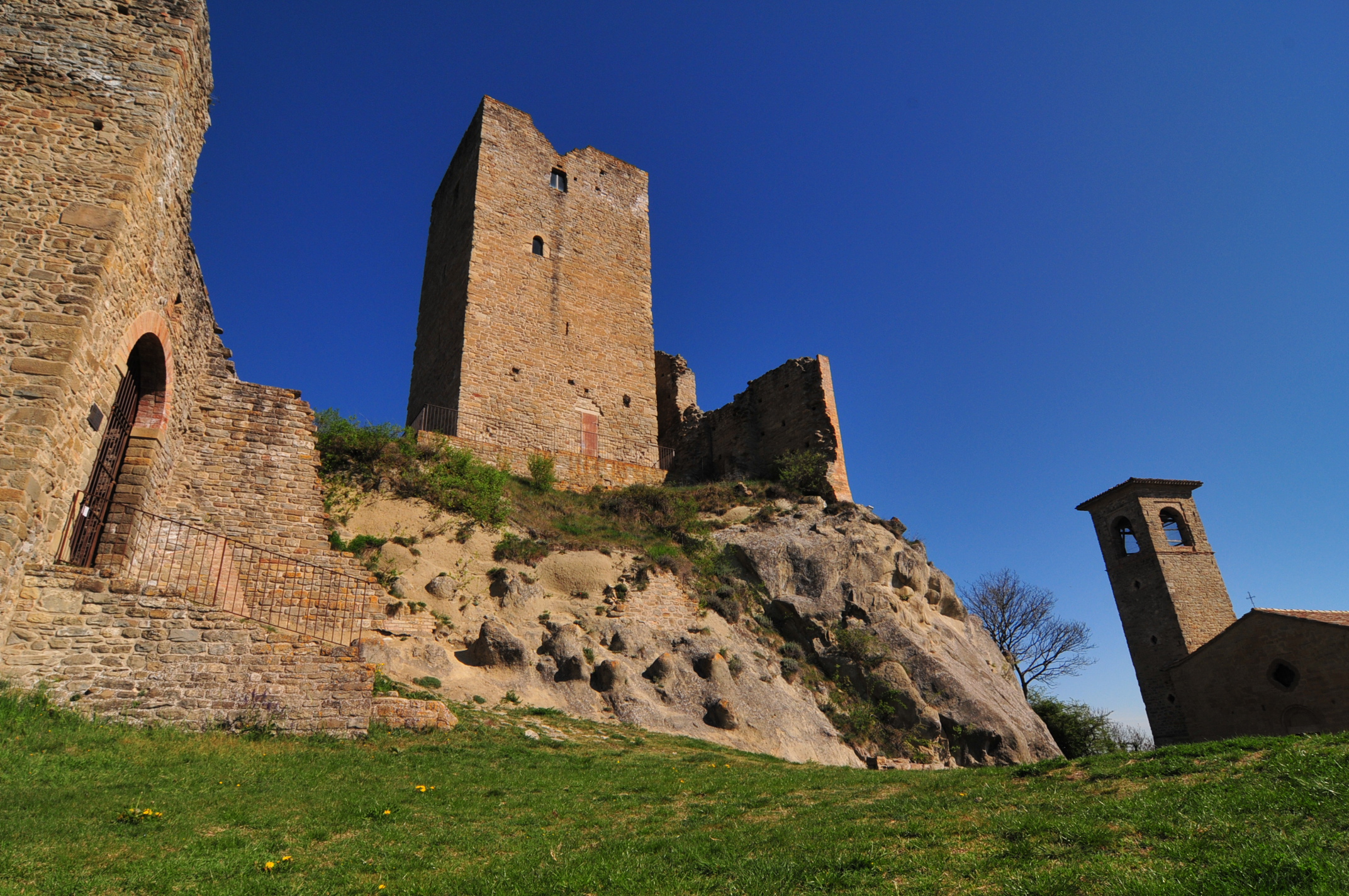
El castillo de Monasterace, donde se grabó el videoclip.

El video musical fue dirigido por Giacomo De Simone, se grabó en las sierras calabresas pero no contó con Alexia, cuya voz aparece en la canción.
En blanco y negro, muestra a Ice MC dentro del antiguo castillo de Monasterace, afuera una mujer con vestido blanco pasea por el valle Stilaro y un imponente acueducto romano. Una movida coreografía, cortes rápidos y tomas de mujeres acompañan la historia. La mujer llega a la cascada del Marmarico, Ice MC abandona las ruinas y finalmente los bailarines se reúnen en un claro para alabar al sol.
El videoclip se subió a YouTube de manera oficial en septiembre de 2014 y llevaba registrado más de 73 millones de visualizaciones, en febrero de 2025.

## Popularidad
Fue un gran éxito en las listas de varios continentes y la canción más trascendente de Ice MC. En el UK Dance Chart alcanzó el número seis en 1994.
En el Reino Unido alcanzó el puesto 42, pero el 8 de septiembre de 1996 llegó al número 38; en su segunda carrera en la lista de singles del Reino Unido.
En Europa alcanzó el puesto 18 en Eurochart Hot 100 y el top 10 en: Bélgica, Dinamarca, Escocia, España, Italia y Suiza. Además llegó al top 20 en: Alemania, Finlandia, Francia, Irlanda, Islandia, los Países Bajos y Suecia.
A nivel internacional, alcanzó el puesto número cuatro en Canadá (la lista Dance/Urban de RPM) y el número cinco en Israel.

### Anual

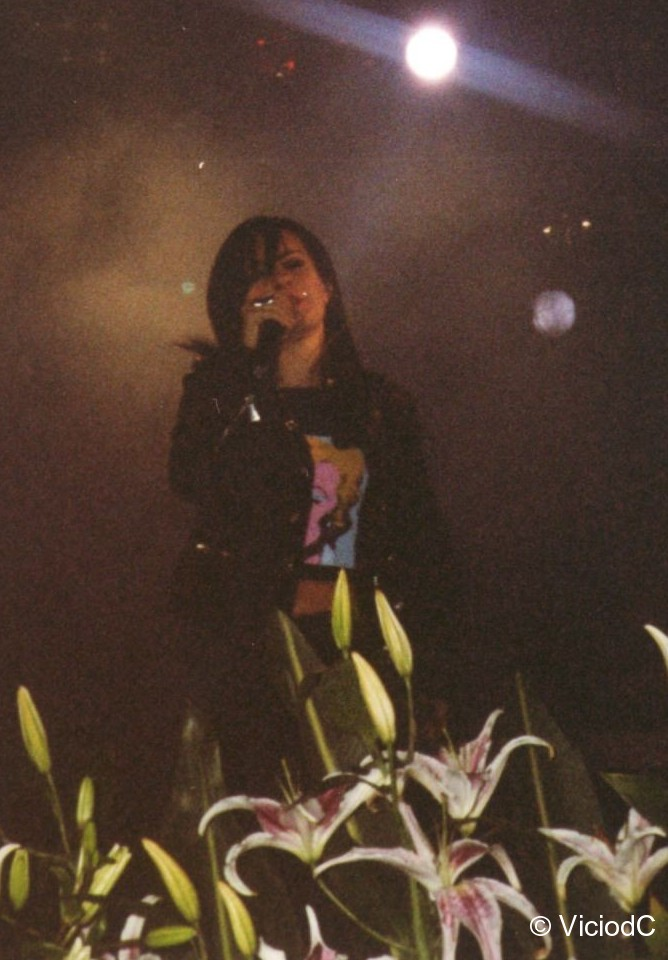
Alexia es la cantante y no aparece en el videoclip.

## Posicionamiento en listas
| Lista (1994)                           | Máxima posición |
| -------------------------------------- | --------------- |
| Alemania (Offizielle Deutsche Charts)  | 14              |
| Austria (Ö3 Austria Top 40)            | 22              |
| Bélgica (Flandes) (Ultratop 50)        | 3               |
| Canadá (RPM Dance/Urban)               | 4               |
| Dinamarca (IFPI)                       | 9               |
| Escocia (Scottish Singles Sales Chart) | 39              |
| España (AFYVE)                         | 6               |
| Europa (Eurochart Hot 100)             | 18              |
| Finlandia (Suomen virallinen lista)    | 18              |
| Francia (SNEP)                         | 14              |
| Francia Dance (Top Dance)              | 2               |
| Islandia (Íslenski Listinn Topp 40)    | 18              |
| Israel} (Israel Top-30)                | 5               |
| Irlanda (IRMA)                         | 20              |
| Italia (Musica e dischi)               | 4               |
| Países Bajos (Dutch Top 40)            | 11              |
| Países Bajos (Mega Single Top 100)     | 11              |
| Reino Unido (UK Singles Chart)         | 42              |
| Reino Unido (UK Dance Chart)           | 6               |
| Reino Unido Dance Singles (Music Week) | 6               |
| Suecia (Sverigetopplistan)             | 13              |
| Suiza (Schweizer Hitparade)            | 10              |
| Lista (1996)                           | Máxima posición |
| Escocia (Scottish Singles Sales Chart) | 5               |
| Reino Unido (UK Singles Chart)         | 38              |
| Reino Unido (UK Dance Chart)           | 28              |
| Lista (2007)                           | Máxima posición |
| Finlandia (OFC) Por Frisco vs. Ice MC  | 7               |

| Lista (1994)                          | Posición |
| ------------------------------------- | -------- |
| Alemania (Offizielle Deutsche Charts) | 58       |
| Bélgica (Ultratop Flanders)           | 37       |
| Canadá (RPM Dance/Urban)              | 48       |
| Europa (Eurochart Hot 100)            | 58       |
| Francia (SNEP)                        | 34       |
| Países Bajos (Dutch Top 40)           | 101      |
| Países Bajos (Single Top 100)         | 96       |
| Suecia (Sverigetopplistan)            | 55       |

## Otras versiones
El 16 de marzo de 2012 la banda alemana Groove Coverage hizo un lanzamiento renovado, también llamado «Think About the Way», con la voz de Rameez. Aunque la canción toma prestada la música y el estribillo principal, agrega nuevas letras. Alcanzó el número 54 en Alemania y fue popular en las discotecas europeas.
Debido al relativo éxito del anterior, el 17 de septiembre de 2012 el iraní Arash Labaf lanzó su adaptación «She Makes Me Go». Toma mucho de la original, pero tiene una letra completamente nueva y contó con la participación del jamaiquino Sean Paul. Alcanzó un mayor éxito y particularmente en: Alemania, Austria, Polonia, Rumania y Suiza.
En 2013 el canadiense Anthony Simons y Anna Berardi lanzaron una versión electronic dance music.